# Paolo Ruffini (színművész)
Paolo Ruffini (Livorno, 1978. november 26. –)  olasz színész.